# نهر والاناي

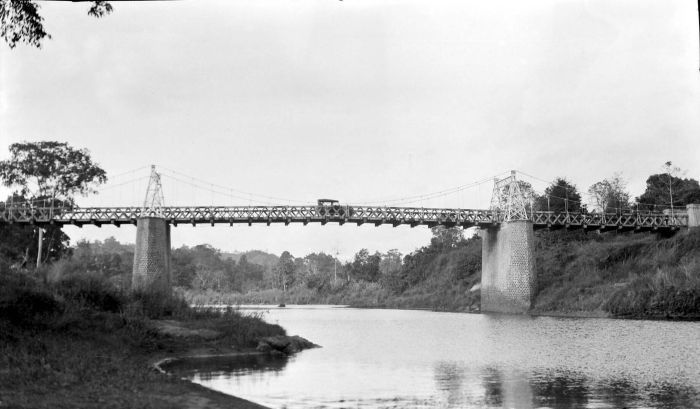
جسر فوق نهر والاناي بالقرب من واتنسوبنغ في عقد 1920 أو عقد 1930

نهر والاناي هو نهر في سولاوسي، إندونيسيا. يقع على بعد 1500 كيلومتر شمال شرق العاصمة جاكرتا.